# Kutî, Berejanî
Kutî (în ucraineană Кути) este un sat în comuna Meciîșciv din raionul Berejanî, regiunea Ternopil, Ucraina.

## Demografie
Componența lingvistică a localității Kutî
     Ucraineană (99,42%)
     Alte limbi (0,58%)
Conform recensământului din 2001, majoritatea populației localității Kutî era vorbitoare de ucraineană (99,42%), existând în minoritate și vorbitori de alte limbi.